# Aachener Turn- und Sportverein Alemannia 1900 2001-2002
Questa voce raccoglie le informazioni riguardanti l'Aachener Turn- und Sportverein Alemannia 1900 nelle competizioni ufficiali della stagione 2001-2002.

## Stagione
Nella stagione 2001-2002 l'Alemannia, allenato da Eugen Hach e Jörg Berger, concluse il campionato di 2. Bundesliga al 14º posto. In Coppa di Germania l'Alemannia fu eliminato al secondo turno dal Colonia.

## Rosa
| N. |                                 | Ruolo | Calciatore         |
| -- | ------------------------------- | ----- | ------------------ |
| 1  | Germania (bandiera)             | P     | Christian Schmidt  |
| 2  | Paesi Bassi (bandiera)          | D     | Bart Meulenberg    |
| 3  | Germania (bandiera)             | D     | Sascha Hildmann    |
| 4  | Germania (bandiera)             | D     | Marc Spanier       |
| 5  | Germania (bandiera)             | D     | Frank Schmidt      |
| 6  | Germania (bandiera)             | D     | Willi Landgraf     |
| 7  | Bosnia ed Erzegovina (bandiera) | C     | Ivica Grlić        |
| 8  | Germania (bandiera)             | C     | Marco Zernicke     |
| 9  | Guinea (bandiera)               | A     | Taifour Diane      |
| 10 | Germania (bandiera)             | C     | Karlheinz Pflipsen |
| 11 | Germania (bandiera)             | C     | Markus von Ahlen   |
| 13 | Ghana (bandiera)                | A     | Baba Iddi          |
| 14 | Germania (bandiera)             | D     | Daniel Rosin       |
| 15 | Germania (bandiera)             | C     | Olivier Caillas    |
| 16 | Germania (bandiera)             | A     | Stephan Lämmermann |

| N. |                               | Ruolo | Calciatore       |
| -- | ----------------------------- | ----- | ---------------- |
| 17 | Germania (bandiera)           | A     | Mark Zimmermann  |
| 18 | Paesi Bassi (bandiera)        | D     | Henri Heeren     |
| 19 | Belgio (bandiera)             | D     | Bernd Rauw       |
| 20 | Cina (bandiera)               | A     | Xie Hui          |
| 21 | Australia (bandiera)          | C     | Goran Lozanovski |
| 22 | Cina (bandiera)               | C     | Xinorui Zhang    |
| 23 | Macedonia del Nord (bandiera) | A     | Josef Ivanović   |
| 24 | Germania (bandiera)           | P     | Stephan Straub   |
| 25 | Germania (bandiera)           | D     | David Marso      |
| 27 | Camerun (bandiera)            | C     | Thierry Bayock   |
| 29 | Ghana (bandiera)              | D     | Edwin Bediako    |
| 31 | Germania (bandiera)           | D     | Ralph Gunesch    |
| 34 | Germania (bandiera)           | A     | Markus Daun      |
| 38 | Germania (bandiera)           | C     | Manuel Benthin   |

## Organigramma societario
Area tecnica
- Allenatore: Jörg Berger
- Allenatore in seconda: Frank Engel, André Winkhold
- Preparatore dei portieri: Johannes Kau
- Preparatori atletici:

## Calciomercato

### Sessione estiva
| Acquisti | Acquisti         | Acquisti          | Acquisti |
| R.       | Nome             | da                | Modalità |
| -------- | ---------------- | ----------------- | -------- |
| C        | Ivica Grlić      | Colonia           |          |
| A        | Josef Ivanović   | Magdeburgo        |          |
| C        | Goran Lozanovski | South Melbourne   |          |
| P        | Stephan Straub   | Saarbrücken       |          |
| A        | Mark Zimmermann  | Kickers Stoccarda |          |

| Cessioni | Cessioni          | Cessioni        | Cessioni |
| R.       | Nome              | da              | Modalità |
| -------- | ----------------- | --------------- | -------- |
| C        | Dietmar Berchtold | Bochum          |          |
| A        | Ersin Demir       | Samsunspor      |          |
| C        | Martin Guzik      | Bocholt         |          |
| C        | Uğur İnceman      | St. Pauli       |          |
| D        | Marc Kienle       | Duisburg        |          |
| P        | André Lenz        | Energie Cottbus |          |
| C        | Lars Müller       | Norimberga      |          |
| A        | Andreas Rüppel    | Darmstadt       |          |

### Sessione invernale
| Acquisti | Acquisti       | Acquisti         | Acquisti |
| R.       | Nome           | da               | Modalità |
| -------- | -------------- | ---------------- | -------- |
| C        | Manuel Benthin | Union Berlino    |          |
| A        | Markus Daun    | Bayer Leverkusen |          |

| Cessioni | Cessioni      | Cessioni          | Cessioni |
| R.       | Nome          | da                | Modalità |
| -------- | ------------- | ----------------- | -------- |
| A        | Metin Telle   | Bursaspor         |          |
| P        | Peter Hodulík | Greuther Fürth II |          |

## Risultati

### 2. Bundesliga

#### Girone di andata
| Arbitro: | Sippel |

|  |           |                        |
|  | Marcatori | 78’ Weiland 81’ N'Kufo |

| Arbitro: | Schößling |

|                                 |           |  |
| Kaufman 16’ Diouf 26’ Šimák 38’ | Marcatori |  |

| Arbitro: | Stark |

|                            |           |                 |
| Lämmermann 25’ Schmidt 68’ | Marcatori | 30’ Rietpietsch |

| Arbitro: | Fröhlich |

|             |           |  |
| Feinbier 8’ | Marcatori |  |

| Arbitro: | Meyer |

|                         |           |                            |
| Schmidt 62’ (rig.), 71’ | Marcatori | 15’ Slezák 41’ Milovanović |

| Arbitro: | Perl |

|                                 |           |           |
| Janić 14’ García 24’ Djappa 38’ | Marcatori | 47’ Diane |

| Arbitro: | Krug |

|           |           |  |
| Diane 36’ | Marcatori |  |

| Arbitro: | Kammerer |

|            |           |  |
| Rögele 50’ | Marcatori |  |

| Aquisgrana 12 ottobre 2001, ore 19:00 CEST 9ª giornata | Alemannia Aquisgrana | 0 – 0 referto | Saarbrücken | Stadio Tivoli (15 200 spett.)\| Arbitro: \| Keßler \| |
| Arbitro:                                               | Keßler               |               |             |                                                       |

| Arbitro: | Späker |

|                |           |                       |
| Skela 66’, 69’ | Marcatori | 28’ Caillas 79’ Diane |

| Arbitro: | Weiner |

|                             |           |                                    |
| Spanier 14’ Bayock 33’, 83’ | Marcatori | 7’ (rig.) Wichniarek 49’ Brinkmann |

| Arbitro: | Kircher |

|                                                     |           |  |
| Drsek 33’ Wolters 65’ Güvenışık 67’ Ebbers 85’, 86’ | Marcatori |  |

| Arbitro: | Scheppe |

|                              |           |                |
| Grlić 36’ Schmidt 39’ (rig.) | Marcatori | 86’ Hasenhüttl |

| Arbitro: | Trautmann |

|                                                 |           |             |
| Fiél 37’, 81’ Menze 52’, 85’ (rig.) Vidolov 56’ | Marcatori | 68’ Schmidt |

| Arbitro: | Albrecht |

|                                |           |  |
| Heeren 45’ Pflipsen 69’ (rig.) | Marcatori |  |

| Arbitro: | Pickel |

|                                   |           |          |
| Pflipsen 14’ Diane 54’ Bayock 71’ | Marcatori | 78’ Lexa |

| Arbitro: | Brych |

|                                                                |           |                                   |
| Buckley 1’ Hashemian 8’, 54’ (rig.) Meichelbeck 19’ Toplak 77’ | Marcatori | 36’ Pflipsen 64’ Zernicke 65’ Xie |

#### Girone di ritorno
| Arbitro: | Voss |

|  |           |           |
|  | Marcatori | 76’ Grlić |

| Arbitro: | Wagner |

|                   |           |                                          |
| Rauw 30’ Daun 60’ | Marcatori | 29’ Lala 32’ Diouf 47’ N'Diaye 84’ Casey |

| Arbitro: | Fleischer |

|                                        |           |  |
| Rösler 15’, 53’ Obad 16’ Chiquinho 45’ | Marcatori |  |

| Arbitro: | Margenberg |

|            |           |                             |
| Bayock 69’ | Marcatori | 14’ Feinbier 66’ Zimmermann |

| Arbitro: | Rafati |

|  |           |                        |
|  | Marcatori | 32’ Bayock 89’ Caillas |

| Arbitro: | Stachowiak |

|          |           |            |
| Rauw 90’ | Marcatori | 52’ García |

| Arbitro: | Schmidt |

|                          |           |                |
| Teber 7’, 38’ Klausz 16’ | Marcatori | 57’ Lämmermann |

| Arbitro: | Minskowski |

|             |           |  |
| Schmidt 51’ | Marcatori |  |

| Arbitro: | Albrecht |

|                 |           |              |
| Koltai 18’, 55’ | Marcatori | 56’ Ivanović |

| Arbitro: | Strampe |

|                         |           |               |
| Ivanović 43’ Heeren 49’ | Marcatori | 89’ Bindewald |

| Arbitro: | Lange |

|                                                   |           |          |
| Albayrak 4’ (rig.), 58’, 61’ (rig.) Dabrowski 13’ | Marcatori | 30’ Daun |

| Arbitro: | Fleischer |

|                        |           |            |
| Ivanović 12’ Diane 84’ | Marcatori | 87’ Ebbers |

| Arbitro: | Kinhöfer |

|                                    |           |  |
| Hasenhüttl 35’ Amanatidīs 44’, 63’ | Marcatori |  |

| Arbitro: | Berg |

|           |           |               |
| Grlić 37’ | Marcatori | 4’, 55’ Divić |

| Arbitro: | Wezel |

|                |           |                       |
| Rothenbach 45’ | Marcatori | 14’ Ivanović 28’ Daun |

| Arbitro: | Jansen |

|                        |           |  |
| Seifert 32’ Rösler 66’ | Marcatori |  |

| Arbitro: | Weiner |

|             |           |                                         |
| Caillas 48’ | Marcatori | 28’ (rig.) Christiansen 43’, 86’ Freier |

### Coppa di Germania
| Arbitro: | Voss |

|                      |           |                                                   |
| Keller 69’ Aziz 113’ | Marcatori | 15’ Ivanović 99’ Zhang 103’ Diane 111’ Lämmermann |

| Arbitro: | Fleischer |

|              |           |                    |
| Zernicke 60’ | Marcatori | 5’ Kurth 29’ Reich |

## Statistiche

### Statistiche di squadra
| Competizione      | Punti | In casa | In casa | In casa | In casa | In casa | In casa | In trasferta | In trasferta | In trasferta | In trasferta | In trasferta | In trasferta | Totale | Totale | Totale | Totale | Totale | Totale | DR  |
| Competizione      | Punti | G       | V       | N       | P       | Gf      | Gs      | G            | V            | N            | P            | Gf           | Gs           | G      | V      | N      | P      | Gf     | Gs     | DR  |
| ----------------- | ----- | ------- | ------- | ------- | ------- | ------- | ------- | ------------ | ------------ | ------------ | ------------ | ------------ | ------------ | ------ | ------ | ------ | ------ | ------ | ------ | --- |
| 2. Bundesliga     | 40    | 17      | 9       | 3       | 5       | 26      | 23      | 17           | 3            | 1            | 13           | 15           | 44           | 34     | 12     | 4      | 18     | 41     | 67     | -26 |
| Coppa di Germania | -     | 1       | 0       | 0       | 1       | 1       | 2       | 1            | 1            | 0            | 0            | 4            | 2            | 2      | 1      | 0      | 1      | 5      | 4      | +1  |
| Totale            | 40    | 18      | 9       | 3       | 6       | 27      | 25      | 18           | 4            | 1            | 13           | 19           | 46           | 36     | 13     | 4      | 19     | 46     | 71     | -25 |

### Andamento in campionato
| Giornata  | 1  | 2  | 3  | 4  | 5  | 6  | 7  | 8  | 9  | 10 | 11 | 12 | 13 | 14 | 15 | 16 | 17 | 18 | 19 | 20 | 21 | 22 | 23 | 24 | 25 | 26 | 27 | 28 | 29 | 30 | 31 | 32 | 33 | 34 |
| --------- | -- | -- | -- | -- | -- | -- | -- | -- | -- | -- | -- | -- | -- | -- | -- | -- | -- | -- | -- | -- | -- | -- | -- | -- | -- | -- | -- | -- | -- | -- | -- | -- | -- | -- |
| Luogo     | C  | T  | C  | T  | C  | T  | C  | T  | C  | T  | C  | T  | C  | T  | C  | C  | T  | T  | C  | T  | C  | T  | C  | T  | C  | T  | C  | T  | C  | T  | C  | T  | T  | C  |
| Risultato | P  | P  | V  | P  | N  | P  | V  | P  | N  | N  | V  | P  | V  | P  | V  | V  | P  | V  | P  | P  | P  | V  | N  | P  | V  | P  | V  | P  | V  | P  | P  | V  | P  | P  |
| Posizione | 16 | 18 | 13 | 14 | 14 | 15 | 14 | 15 | 14 | 14 | 11 | 13 | 12 | 13 | 12 | 9  | 13 | 11 | 12 | 13 | 13 | 12 | 12 | 12 | 11 | 12 | 10 | 10 | 10 | 11 | 14 | 11 | 12 | 14 |

Legenda:

Luogo: C = Casa; T = Trasferta. Risultato: V = Vittoria; N = Pareggio; P = Sconfitta.

### Statistiche dei giocatori
| Giocatore     | 2. Bundesliga | 2. Bundesliga | 2. Bundesliga | 2. Bundesliga | Coppa di Germania | Coppa di Germania | Coppa di Germania | Coppa di Germania | Totale   | Totale | Totale      | Totale     |
| Giocatore     | Presenze      | Reti          | Ammonizioni   | Espulsioni    | Presenze          | Reti              | Ammonizioni       | Espulsioni        | Presenze | Reti   | Ammonizioni | Espulsioni |
| ------------- | ------------- | ------------- | ------------- | ------------- | ----------------- | ----------------- | ----------------- | ----------------- | -------- | ------ | ----------- | ---------- |
| C. Bashi      | 9             | 0             | 2             | 0             | 0                 | 0                 | 0                 | 0                 | 9        | 0      | 2           | 0          |
| T. Bayock     | 18            | 5             | 1             | 0             | 1                 | 0                 | 0                 | 0                 | 19       | 5      | 1           | 0          |
| E. Bediako    | 15            | 0             | 2             | 2             | 0                 | 0                 | 0                 | 0                 | 15       | 0      | 2           | 2          |
| M. Benthin    | 11            | 0             | 1             | 0             | 0                 | 0                 | 0                 | 0                 | 11       | 0      | 1           | 0          |
| O. Caillas    | 26            | 3             | 7             | 0             | 2                 | 0                 | 1                 | 0                 | 28       | 3      | 8           | 0          |
| M. Daun       | 15            | 3             | 5             | 0             | 0                 | 0                 | 0                 | 0                 | 15       | 3      | 5           | 0          |
| T. Diane      | 28            | 5             | 1             | 0             | 2                 | 1                 | 0                 | 0                 | 30       | 6      | 1           | 0          |
| I. Grlić      | 25            | 3             | 7             | 3             | 2                 | 0                 | 0                 | 0                 | 27       | 3      | 7           | 3          |
| R. Gunesch    | 1             | 0             | 0             | 0             | 0                 | 0                 | 0                 | 0                 | 1        | 0      | 0           | 0          |
| H. Heeren     | 26            | 2             | 8             | 0             | 2                 | 0                 | 1                 | 0                 | 28       | 2      | 9           | 0          |
| S. Hildmann   | 14            | 0             | 2             | 0             | 1                 | 0                 | 0                 | 0                 | 15       | 0      | 2           | 0          |
| B. Iddi       | 0             | 0             | 0             | 0             | 0                 | 0                 | 0                 | 0                 | 0        | 0      | 0           | 0          |
| J. Ivanović   | 21            | 4             | 4             | 0             | 2                 | 1                 | 0                 | 0                 | 23       | 5      | 4           | 0          |
| W. Landgraf   | 30            | 0             | 11            | 0             | 2                 | 0                 | 0                 | 0                 | 32       | 0      | 11          | 0          |
| G. Lozanovski | 12            | 0             | 4             | 0             | 1                 | 0                 | 1                 | 0                 | 13       | 0      | 5           | 0          |
| S. Lämmermann | 21            | 2             | 1             | 0             | 1                 | 1                 | 0                 | 0                 | 22       | 3      | 1           | 0          |
| D. Marso      | 0             | 0             | 0             | 0             | 0                 | 0                 | 0                 | 0                 | 0        | 0      | 0           | 0          |
| B. Meulenberg | 0             | 0             | 0             | 0             | 0                 | 0                 | 0                 | 0                 | 0        | 0      | 0           | 0          |
| K. Pflipsen   | 16            | 3             | 5             | 0             | 1                 | 0                 | 0                 | 0                 | 17       | 3      | 5           | 0          |
| B. Rauw       | 29            | 2             | 6             | 0             | 2                 | 0                 | 1                 | 0                 | 31       | 2      | 7           | 0          |
| D. Rosin      | 12            | 0             | 2             | 0             | 0                 | 0                 | 0                 | 0                 | 12       | 0      | 2           | 0          |
| M. Rudan      | 4             | 0             | 0             | 0             | 0                 | 0                 | 0                 | 0                 | 4        | 0      | 0           | 0          |
| C. Schmidt    | 16            | 0             | 0             | 0             | 2                 | 0                 | 0                 | 0                 | 18       | 0      | 0           | 0          |
| F. Schmidt    | 27            | 6             | 2             | 0             | 2                 | 0                 | 1                 | 0                 | 29       | 6      | 3           | 0          |
| M. Spanier    | 26            | 1             | 15            | 0             | 1                 | 0                 | 1                 | 0                 | 27       | 1      | 16          | 0          |
| S. Straub     | 19            | 0             | 0             | 0             | 0                 | 0                 | 0                 | 0                 | 19       | 0      | 0           | 0          |
| M. Telle      | 1             | 0             | 0             | 0             | 0                 | 0                 | 0                 | 0                 | 1        | 0      | 0           | 0          |
| H. Xie        | 13            | 1             | 1             | 1             | 0                 | 0                 | 0                 | 0                 | 13       | 1      | 1           | 1          |
| M. Zernicke   | 17            | 1             | 5             | 0             | 2                 | 1                 | 1                 | 0                 | 19       | 2      | 6           | 0          |
| X. Zhang      | 5             | 0             | 0             | 0             | 1                 | 1                 | 0                 | 0                 | 6        | 1      | 0           | 0          |
| M. Zimmermann | 14            | 0             | 0             | 0             | 1                 | 0                 | 0                 | 0                 | 15       | 0      | 0           | 0          |
| M. von Ahlen  | 0             | 0             | 0             | 0             | 0                 | 0                 | 0                 | 0                 | 0        | 0      | 0           | 0          |